# Icária (unidade regional)
Icária (em grego: Ικαρίας) é uma unidade regional da Grécia, localizada na região do Egeu Setentrional. É formada pela ilha de Icária e pelo pequeno arquipélago de Fourni Korseon, no Mar Egeu.

## Administração
Foi criada a partir da reforma governamental instituída pelo Plano Calícrates de 2011, através da divisão de parte da extinta prefeitura de Samos. É subdividida em 2 municípios; são eles (numerados conforme o mapa):
- Icária (1)
- Fourni Korseon (2)